# Tito Oro Nobili
Tito Oro Nobili (Magliano Sabina, 23 marzo 1882 – Roma, 8 febbraio 1967) è stato un politico italiano.

## Biografia
Nacque nel 1882 in quella che allora era la Provincia dell'Umbria a Magliano Sabina da Achille e Caterina Moretti. Sebbene nato a Magliano Sabina  compì gli studi fra Terni, dove frequentò il Ginnasio, successivamente a Rieti per il liceo ed infine a Roma, ove si laureò in giurisprudenza nel 1904. Già in giovane età si avvicinò ai movimenti socialisti e fin dal 1896 collaborò con il periodico L'Unità Operaia.
A Terni, città in grande sviluppo economico e sociale all'inizio del Novecento, cominciò appena laureato la sua carriera forense e si impegnò in politica nel Partito Socialista Italiano fino a diventarne segretario nazionale nel mese di aprile del 1923, carica che mantenne fino al marzo del 1925. Si era iscritto al Partito Socialista fin dal 1902. Tuttavia la sua carriera politica fu caratterizzata da forti contrasti con la componente allora predominante nel socialismo ternano, collegata alla massoneria e rappresentata dal sindaco Alessandro Fabri, sicché la locale sezione in cui militava Tito Oro Nobili fu sciolta nel 1906.
Tuttavia riuscì a prevalere sulla fazione massonica a seguito del congresso di Ancona del 1914, che stabilì l’incompatibilità fra l’iscrizione al PSI e l’affiliazione massonica. Nei primi anni del Novecento si impegnò nella difesa degli abitanti delle frazioni nelle campagne intorno a Terni nelle numerosissime cause giudiziarie per l'abolizione degli usi civici da parte degli enfiteuti che desideravano prender possesso dei molti terreni agricoli e boschivi. Nel 1914 fu quindi eletto contemporaneamente sia consigliere comunale a Terni sia provinciale a Perugia.
A Terni fu l'ultimo sindaco prima della presa di potere del Partito Fascista. Divenne infatti sindaco della città umbra nel 1920, e rimase tale per un anno. Sempre a Terni, era stato eletto consigliere provinciale nel 1914. Nel 1921, riuscì finalmente a farsi eleggere alla Camera dei deputati per la XXVI legislatura, risultando il secondo dei tre eletti socialisti, con 8740 suffragi personali. Vicino politicamente a Costantino Lazzari, fu tra i fautori dell’espulsione dei riformisti decisa nel congresso di Roma del 1922. Riuscì a entrare nella direzione del partito nel gennaio 1923 e ne assunse la segreteria nazionale al congresso di Milano. nel mese d'aprile dello stesso anno.
Fu bersaglio della repressione fascista, culminata nell'arresto del 1926 e nel confino a Favignana. Venne anche radiato dall'albo degli avvocati, ma poté riprendere la professione grazie all'intervento diretto di Benito Mussolini al quale aveva rivolto un'istanza personale il 21 aprile 1932. Alla caduta del fascismo nel 1943, si impegnò di nuovo in politica ritagliandosi un ruolo di riferimento del PSI, che riorganizzò in Umbria e rappresentò sia alla Consulta nazionale sia all’Assemblea costituente.
Per la sua esperienza giuridica, contribuì attivamente ai lavori preparatòri della carta costituzionale. Fu infatti eletto nel dopoguerra all'Assemblea Costituente; successivamente venne eletto anche senatore nella legislatura 1948-53, dopo di che fece ritorno alla sua attività professionale di avvocato. Fedele all’impostazione massimalista, si oppose ai governi di centro-sinistra con la Democrazia Cristiana e quindi aderì alla scissione da cui nacque il Partito socialista italiano di unità proletaria (PSIUP), preferendo invece un accordo per un'alleanza di sinistra con il Partito Comunista Italiano.